# Mikael Ymer
Mikael Ymer (Skovde, 9 september 1998) is een Zweedse tennisspeler. Hij heeft (anno 2021) nog geen ATP-toernooien in het enkelspel op zijn naam staan, in het dubbelspel won hij wel reeds één toernooi.

## Palmares

### Palmares enkelspel
| Nr.                  | Datum             | Toernooi             | Ondergrond    | Tegenstander in finale | Score         | Details |
| -------------------- | ----------------- | -------------------- | ------------- | ---------------------- | ------------- | ------- |
| Verloren finales     |                   |                      |               |                        |               |         |
| 1.                   | 28 augustus 2021  | ATP Winston-Salem    | Hardcourt     | Ilja Ivasjka           | 0-6, 2-6      | Details |
| Gewonnen challengers |                   |                      |               |                        |               |         |
| 1.                   | 6 januari 2019    | Noumea               | Hardcourt     | Noah Rubin             | 6-3, 6-3      |         |
| 2.                   | 28 juli 2019      | Tampere              | Gravel        | Tallon Griekspoor      | 6-3, 5-7, 6-3 |         |
| 3.                   | 29 september 2019 | Orléans              | Hardcourt (i) | Gregoire Barrere       | 6-3, 7-5      |         |
| 4.                   | 13 oktober 2019   | Mouilleron le Captif | Hardcourt (i) | Mathias Bourgue        | 6-1, 6-4      |         |

### Palmares dubbelspel
| Nr.              | Datum           | Toernooi      | Ondergrond    | Partner    | Tegenstanders in finale  | Score    | Details |
| ---------------- | --------------- | ------------- | ------------- | ---------- | ------------------------ | -------- | ------- |
| Gewonnen finales |                 |               |               |            |                          |          |         |
| 1.               | 23 oktober 2016 | ATP Stockholm | Hardcourt (i) | Elias Ymer | Mate Pavic Michael Venus | 6-1, 6-1 | Details |

## Resultaten grote toernooien
| Legenda | Legenda                          |
| ------- | -------------------------------- |
| g.t.    | geen toernooi gehouden           |
| l.c.    | lagere categorie                 |
| –       | niet deelgenomen                 |
| G       | uitgeschakeld in de groepsfase   |
| 1R      | uitgeschakeld in de eerste ronde |
| 2R      | uitgeschakeld in de tweede ronde |
| 3R      | uitgeschakeld in de derde ronde  |
| 4R      | uitgeschakeld in de vierde ronde |
| KF      | uitgeschakeld in de kwartfinale  |
| HF      | uitgeschakeld in de halve finale |
| F       | de finale verloren               |
| W       | het toernooi gewonnen            |
| w-v     | winst/verlies-balans             |

### Enkelspel
| grandslamtoernooien  |     |     |    |      |    |
| Australian Open      | –   | –   | –  | 2R   | 3R |
| Roland Garros        | –   | –   | 2R | 1R   | 3R |
| Wimbledon            | –   | –   | –  | g.t. | 2R |
| US Open              | –   | –   | –  | 1R   |    |
| ATP Masters 1000     |     |     |    |      |    |
| Indian Wells         | –   | –   | –  | g.t. |    |
| Miami                | 1R  | 2R  | 1R | g.t. | 3R |
| Monte Carlo          | –   | –   | –  | g.t. | –  |
| Madrid               | –   | –   | –  | g.t. | –  |
| Rome                 | –   | –   | –  | –    | –  |
| Montreal/Toronto     | –   | –   | –  | g.t. |    |
| Cincinnati           | –   | –   | –  | –    |    |
| Shanghai             | –   | –   | –  | g.t. |    |
| Parijs               | –   | –   | –  | –    |    |
| statistieken         |     |     |    |      |    |
| totaal aantal titels | 0   | 0   | 0  | 0    | 0  |
| eindejaarsranking    | 417 | 255 | 74 | 94   |    |

### Dubbelspel
| grandslamtoernooien  |     |
| Australian Open      | –   |
| Roland Garros        | –   |
| Wimbledon            | –   |
| US Open              | –   |
| ATP Masters 1000     |     |
| Indian Wells         | –   |
| Miami                | 1R  |
| Monte Carlo          | –   |
| Madrid               | –   |
| Rome                 | –   |
| Montreal/Toronto     | –   |
| Cincinnati           | –   |
| Shanghai             | –   |
| Parijs               | –   |
| statistieken         |     |
| totaal aantal titels | 0   |
| eindejaarsranking    | 496 |